# Stachys rigida
Stachys rigida är en kransblommig växtart som beskrevs av Thomas Nuttall och George Bentham. Stachys rigida ingår i släktet syskor, och familjen kransblommiga växter.

## Underarter
Arten delas in i följande underarter:
- S. r. quercetorum
- S. r. rigida